# Traka Traka
Traka Traka es el primer álbum de la banda argentina de rock alternativo El Otro Yo, lanzado en 1994. A diferencia de las demás producciones de El Otro Yo, Traka Traka no se produjo de manera independiente, ya que fue producido por Random records. 
Sin embargo, en el año 2000, la banda recupera el máster del disco, así, el álbum es reeditado, masterizado y relanzado en 2001 por Besótico Records.

## Lista de canciones
1. No se por qué
2. La tetona
3. Corta el pasto
4. SIDA
5. Los pájaros
6. Duraznos
7. Vaselina
8. El maestro Tangalanga
9. Traka traka
10. El zumbido
11. Qué hay en tu corazón
12. Caminando
13. El Criollo
14. No me alcanza
15. Infinito Celeste